# U.S. Bank Stadium
Das U.S. Bank Stadium ist ein American-Football-Stadion in der US-amerikanischen Stadt Minneapolis im Bundesstaat Minnesota. Das Stadion ist die Heimspielstätte der Minnesota Vikings aus der National Football League (NFL) und wurde im Juni 2016 fertiggestellt. Ebenfalls nutzt das NCAA-College-Baseballteam der Minnesota Golden Gophers (University of Minnesota) die Spielstätte als Ausweichort, wenn im Frühjahr das Siebert Field aufgrund des kalten Wetters schlecht bespielbar ist. 2024 ist die Heimat der Vikings für die Gophers nicht verfügbar, da der Rasen im U.S. Bank Stadium gewechselt wird. Das Stadion befindet sich auf dem Gelände des zuvor abgerissenen Hubert H. Humphrey Metrodome, wo die Vikings ihre Heimspiele von 1982 bis 2013 austrugen, bevor sie für die Bauphase in das TCF Bank Stadium auf den Campus der University of Minnesota umzogen. Das Stadion bietet 66.665 Sitzplätze. Es lässt sich auf maximal 70.000 Plätze erweitern.

## Geschichte
Obwohl die Minnesota Vikings gerne entweder ein offenes Stadion oder eines mit schließbarem Dach gehabt hätten, wurde das U.S. Bank Stadium trotzdem mit ständig geschlossenem Dach gebaut. Grund waren einerseits die Mehrkosten für ein schließbares Dach und andererseits wollten die Regierungen von Staat Minnesota und Stadt Minneapolis kein ständig offenes Stadion, um es auch für andere Sportarten als American Football und weitere Events wie Konzerte im Winter verwenden zu können. Die Südseite des Dachs ist als eine Art Kompromisslösung jedoch mit einem transparenten ETFE Foliensystem versehen und lässt daher viel Tageslicht in den Innenraum. An der Westseite des Stadions verfügt die Glasfront über fünf hydraulisch schwenkbare Glastüren, die eine Fläche von fast 3.000 m² haben. Bis 90 Minuten vor einem Spiel müssen die Minnesota Vikings entscheiden, ob die Türen offen oder geschlossen sind. Das neue Stadion soll, obwohl das Gelände doppelt so groß ist, wesentlich umweltfreundlicher gegenüber dem Hubert H. Humphrey Metrodome sein. Der Energieverbrauch soll um 16 Prozent niedriger liegen. Der Wasserverbrauch könnte um 37 Prozent abgesenkt werden. Mit dem Einsatz von LED-Beleuchtungstechnik soll auch in diesem Bereich Energie gespart werden. Im Dezember 2015 wurden die beiden LED-Videowände von Daktronics im Stadion installiert. Der Bildschirm im Osten hat die Breite von 29 Meter und eine Höhe von 16,7 Meter. Auf der Gegenseite im Westen misst er 36,6 Meter in der Breite und 24,4 Meter in der Höhe.
Die Gesamtkosten für den Bau belaufen sich auf 1,1 Milliarden US-Dollar, wovon 348 Mio. US-Dollar vom Staat Minnesota, 150 Mio. US-Dollar von der Stadt Minneapolis und 551 Mio. US-Dollar von den Vikings und privaten Geldgebern übernommen werden. In den nächsten 10 Jahren werden für Reparaturen und Modernisierungen nach einem Gutachten geschätzt Kosten von 280 Mio. USD anfallen.
Am 3. Juni 2016 wurde für das U.S. Bank Stadium das Certificate of Occupancy, ähnlich einer Betriebserlaubnis, erteilt. Somit ist das Stadion für die Minnesota Vikings voll nutzbar. Die Einweihung fand am 22. Juli 2016 statt. Am Tag darauf fand ein Tag der offenen Tür im U.S. Bank Stadium statt.
Am 3. August 2016 wurde der Neubau sportlich mit einem Fußballspiel eingeweiht. Der FC Chelsea bezwang in der ersten großen Veranstaltung in dem mit 64.101 Zuschauern ausverkauften Haus den AC Mailand mit 3:1.
Am 4. Februar 2018 fand der Super Bowl LII im U.S. Bank Stadium statt. Außerdem fand hier im April 2019 das Final Four der NCAA Division I Men’s Basketball Championship des College-Sportverbandes der National Collegiate Athletic Association (NCAA) statt.
Der Namensgeber ist die U.S. Bank, welche für die Sponsoringrechte über 25 Jahren 220 Mio. US-Dollar zahlt.

## Zahlen und Fakten
- Kosten: 1,1 Milliarden US-Dollar[1]
- Stadionfläche: 1,75 Mio. sq ft (162.580 m2)
- Sitzplätze: 66.665 (erweiterbar auf maximal 70.000)
- Clubsitze: 8.200
- Club-Lounges: 7
- Stadion-Suiten: 131
- Rollstuhlfahrerplätze (inklusive Begleiter): 690
- Fanshops: 2
- Restaurants: 1
- Breite der Stadiongänge: 32 bis 50 ft (9,75 bis 15,24 m)
- Toiletten: 979
- Verkaufsstellen: 430 (336 fest installiert)
- Videowände: Zwei mit einer Fläche von 12.560 sq ft (rund 1.167 m2)
- HD-Flachbildfernseher: 2.000
- LED-Flutlicht
- WLAN
- Aufzugsanlagen: 11
- Rolltreppen: 33
- Premium-Parkplätze: 2.500

## Galerie

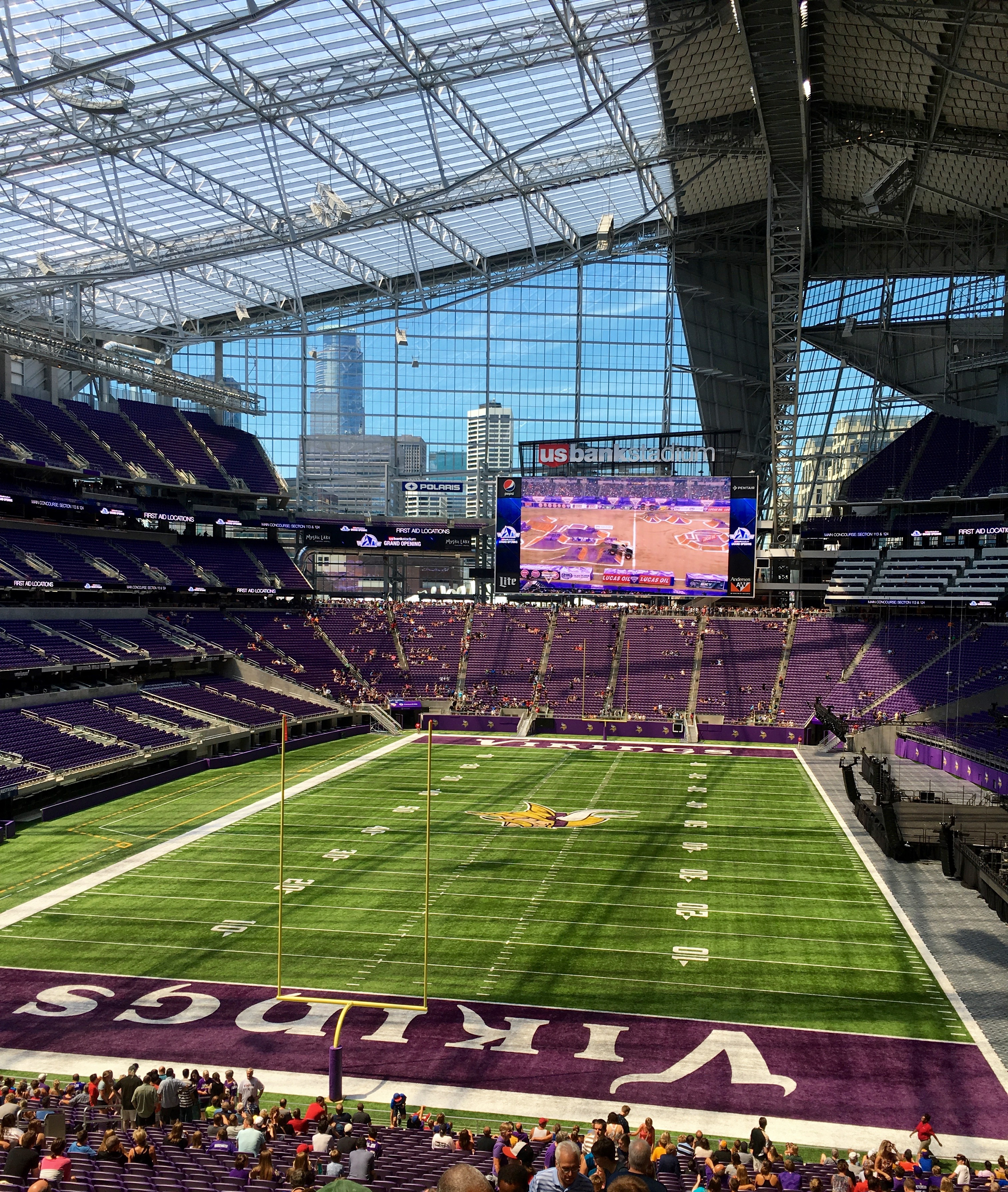
Der Stadioninnenraum mit Footballfeld im Juli 2016